# 安大略省旗
安大略省旗是加拿大安大略省的官方旗幟，寬長比是1:2，設計圖案為紅船旗加上安大略省徽章中的盾牌。盾牌上方的白底紅十字來自英格蘭國旗（即聖佐治十字），代表安大略省前身上加拿大殖民地成立時的歐裔居民以英国人為主體。盾牌底部的綠色部分則繪有三塊連貫一起的金色楓葉，代表加拿大。

## 歷史
安大略省旗的設計源自加拿大紅船旗；隨著楓葉旗於1965年正式成為加拿大國旗，加拿大紅船旗亦告棄用。然而，不少居於安大略省鄉郊地帶的省民仍傾向保留加拿大紅船旗。該批省民為安大略進步保守黨的傳統支持者，身兼該黨黨魁的時任安大略省省長約翰·羅巴茲（John Robarts）遂提出以紅船旗加安大略省徽盾牌為省旗設計，令紅船旗上的米字旗圖案可繼續在安大略省境内飄揚。
執政進步保守黨於1965年在省議會提出《旗幟法》，以上述方案為省旗設計，獲省議會内大部分議員支持，僅有兩名議員反對。此設計包含米字旗圖案，因此需先獲加拿大君主御准才可使用。女王伊利沙伯二世批准此設計後，這面旗幟於1965年5月21日根據《旗幟法》而正式成為安大略省旗。（曼尼托巴省議會也是在相似的情況下通過曼尼托巴省旗的設計。）
省旗的設計於2010年10月15日列入加拿大紋章局的紋章及旗幟名冊內。

## 外部連結
- 维基共享资源上的相關多媒體資源：安大略省旗